# CastroVerde
CastroVerde, alternativa verde de Castro-Urdiales, conocido como CastroVerde, es una formación política ecologista del municipio cántabro de Castro-Urdiales, inscrita el 17 de febrero de 2011 en el Registro de Partidos Políticos del Ministerio del Interior. Entre sus integrantes y fundadores se encuentran personas vinculadas a asociaciones como Otro Castro es Posible, la Plataforma para Salvar la Bahía o la Plataforma para salvar la Peña de Santullán.
El ideario del partido está basado en principios como la equidad social, la eficiencia y la sostenibilidad, promoviendo una alternativa inspirada en la ecología política. 
En su manifiesto fundacional “Castro, te quiero verde”, este partido defiende la necesidad de dignificar la vida política y dirigir al municipio hacia la sostenibilidad económica y ambiental, sobre la base de proyectos relativos a la organización municipal, la planificación de los recursos y al urbanismo, así como a la relación con las Juntas Vecinales y con el Gobierno de Cantabria.
Otro de los ejes prioritarios de CastroVerde es la participación ciudadana, basada en los consejos de participación, la consulta popular y el trabajo voluntario.

## Elecciones
Concurrió a las elecciones municipales del 22 de mayo de 2011 con un extenso programa electoral. La lista presentada obtuvo 2229 votos (15,84 %) y cuatro concejales de los 21 que integran el Ayuntamiento de Castro-Urdiales, pasando a ejercer labores de oposición.
Consiguió la victoria en las elecciones municipales del 24 de mayo de 2015, obteniendo siete concejales y la alcaldía de Castro-Urdiales.
En las elecciones municipales del 26 de mayo de 2019, la formación obtuvo sus peores resultados electorales desde su fundación, si bien se mantuvo como tercera fuerza política municipal con tres concejales.